# Elena Di Liddo
Elena Di Liddo (née le 8 septembre 1993 à Bisceglie) est une nageuse italienne, spécialiste du papillon.

## Carrière
Elle remporte la médaille d'or du relais 4 × 100 m quatre nages et la médaille d'argent du 100 mètres papillon aux Jeux méditerranéens de 2013 puis la médaille d'argent du relais 4 × 100 m quatre nages à l'Universiade d'été de 2013.
Elle est médaillée d'argent sur 50 et 100 mètres papillon et médaillée de bronze du relais 4 × 100 m quatre nages à l'Universiade d'été de 2017. Aux Jeux méditerranéens de 2018, elle obtient l'or sur 100 mètres papillon et en relais 4 × 100 m quatre nages ainsi que l'argent sur 50 mètres papillon.

## Palmarès

### Championnats d'Europe

#### Grand bassin
- Championnats d'Europe 2014 à Berlin ( Allemagne) :
  - 5e du 100 m papillon
- Championnats d'Europe 2018 à Glasgow ( Écosse) :
  -  Médaille de bronze du 100 m papillon

#### Jeux méditerranéens
- Jeux méditerranéens 2013 à Mersin ( Turquie) :
  -  Médaille d'or du relais 4 × 100 m quatre nages
  -  Médaille d'argent du 100 m papillon
- Jeux méditerranéens 2018 à Tarragone ( Espagne) :
  -  Médaille d'or du 100 m papillon
  -  Médaille d'or du 4 × 100 m quatre nages
  -  Médaille d'argent du 50 m papillon

#### Universiades
- Universiade d'été de 2013 à Kazan ( Russie) :
  -  Médaille d'argent du relais 4 × 100 quatre nages
- Universiade d'été 2015 à Gwangju ( Corée du Sud) :
  -  Médaille d'argent du 100 m papillon
- Universiade d'été 2017 à Taipei ( Taïwan) :
  -  Médaille d'argent du 50 m papillon
  -  Médaille d'argent du 100 m papillon
  -  Médaille de bronze du 4 × 100 m quatre nages